# Joseph von Gerlach

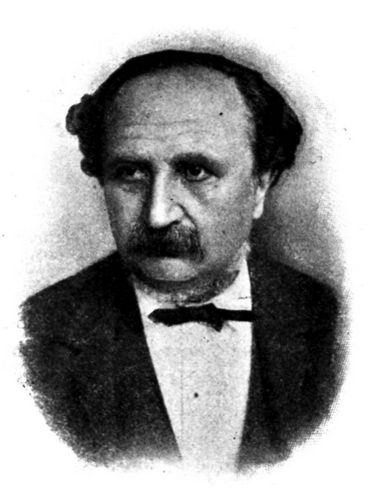
Joseph von Gerlach

Joseph von Gerlach (* 3. April 1820 in Mainz; † 17. Dezember 1896 in München) war ein deutscher Anatom, Histologe und Professor an der Friedrich-Alexander-Universität Erlangen. Von 1865 bis 1866 war er Rektor der Universität.

## Leben und Wirken
Gerlach verbrachte seine Kindheit und Jugend in Aschaffenburg und studierte ab 1837 an den Universitäten Würzburg, München und Berlin Medizin. In München wurde er 1841 promoviert. Nach einem Aufenthalt in Wien kehrte er 1842 nach Berlin zurück, bevor er 1844 an der Universität Gießen die ärztliche Staatsprüfung absolvierte. Es folgten Aufenthalte in Paris, London und Dublin. 1846 ließ er sich in Mainz als Arzt nieder. In Nachfolge von Gottfried Fleischmann trat er 1850 die Professur für Anatomie an der Universität Erlangen an. Er leitete das Institut bis 1891. Bis zur Berufung von Isidor Rosenthal 1872 hielt er auch Vorlesungen in Physiologie. 1896 wurde er pensioniert.
Gerlach war 1858 einer der Begründer der histologischen Färbetechnik (der Karminfärbung) und der anatomischen Mikrofotografie. Er zeigte als erster, dass auch beim Menschen Hautatmung stattfindet. Eine von ihm beschriebene Schleimhautfalte zwischen Blinddarm (Caecum) und Wurmfortsatz (Appendix vermiformis) wird als Gerlach-Klappe bezeichnet. Er schuf 1872 mit seiner Arbeit über die Struktur der grauen Substanz des Gehirns zudem die Voraussetzung zur Erforschung der Hirnrindenarchitektur.
1850 wurde Gerlach in die Deutsche Akademie der Naturforscher Leopoldina gewählt. Seit 1883 war er korrespondierendes Mitglied der Bayerischen Akademie der Wissenschaften.
Er war ab 1847 mit Therese Moritz verheiratet. Sein Sohn Leo war ebenfalls Anatom und Nachfolger seines Vaters in Erlangen., seine Tochter Agnes war die Ehefrau des Emil Fischer.

## Schriften (Auswahl)
- Handbuch der allgemeinen und speciellen Gewebelehre des Menschlichen Körpers für Aerzte und Studierende. Eduard Janitzsch, Mainz 1848. (Digitalisat des Nachdrucks von 1850 im Internet Archive, Digitalisat der zweiten Auflage (1854) im Internet Archive, Digitalisat der dritten Auflage (1860) im Internet Archive)
- Mikroskopische Studien aus dem Gebiet der menschlichen Morphologie. 1858.
- Die Photographie als Hülfsmittel mikroskopischer Forschung. 1863.
- Über die Structur der grauen Substanz des menschlichen Grosshirns. Vorläufige Mittheilung. In: Zbl. med. Wiss. Band 10, 1872, S. 273–275.
- Beiträge zur normalen Anatomie des menschlichen Auges. F. C. W. Vogel, Leipzig 1880. (Digitalisat im Internet Archive)
- Handbuch der speciellen Anatomie des Menschen in topographischer Behandlung. Oldenbourg, Leipzig 1891.